# Sharpshooter-Klasse
Die Sharpshooter-Klasse war eine Klasse von dreizehn Torpedokanonenbooten der britischen Marine, die von 1889 bis 1920 in Dienst stand.

## Geschichte
Mit dem Imperial Defence Act von 1887 wurde die Bildung einer Australian Auxiliary Squadron beschlossen, die schließlich fünf Kreuzer und zwei Torpedokanonenboote erhalten sollte. Die Firma Armstrong erhielt den überwiegenden Teil der Aufträge und sollte drei Kreuzer und die beiden Torpedokanonenboote bauen. Die Einheiten sollten nach Plänen des Chefkonstrukteurs der Royal Navy, Sir William White, entstehen. Die Kreuzer entstanden nach den Plänen für die Pearl-Klasse, von der insgesamt neun Schiffe gebaut wurden. Die Torpedokanonenboote waren weitere Boote der Sharpshooter-Klasse, der ersten in größeren Stückzahlen gebauten Klasse dieses Typs von dem letztlich dreizehn Boote gebaut wurden. Allerdings waren die vor den Australien-Boote in Auftrag gegebenen Bauten alle an Staatswerften vergeben worden.

Die Boote der Sharpshooter-Klasse verdrängten 735 tn.l und sollten mit künstlichem Zug eine Geschwindigkeit von 21,5 Knoten (kn) erreichen. Alle Boote der Klasse erhielten vier Lokomotivkessel für die Dampferzeugung und zwei Dreifach-Expansionsmaschinen, die bei elf Booten von der Firma Bellis & Morcom geliefert wurden. Die Maschinen sollten zusammen 2500 PS und bei künstlichem Zug sogar 4500 PS leisten. Letzteres führte allerdings zu einer starken Belastung der Kessel, so dass dieser Betrieb bei den in den Kolonien eingesetzten Schiffen und Booten kaum eingesetzt wurde, da es an Reparaturmöglichkeiten meist fehlte, auch wurde die Leistung bei allen Schiffen auf bis zu 3700 PS begrenzt, so dass als Höchstgeschwindigkeit nur 20 kn möglich waren. Der normalerweise mitgeführte Kohlenvorrat von 100 t gab den Booten eine Reichweite von 2500 Seemeilen bei 10 kn Marschgeschwindigkeit.
Die Bewaffnung der Boote bestand aus zwei 120-mm-Geschützen, die auch auf den Pearl-Kreuzern installiert war, vier 3-Pfünder-(47-mm)-Hotchkissgeschützen und fünf 356-mm-(14-Zoll)-Torpedorohren. Für die Rohre waren drei Torpedos zum Nachladen an Bord. Es gab ein Bugrohr und zwei Zwillingssätze nebeneinander an Deck.

Am 23. August 1888 erhielt Armstrong den Auftrag für die beiden Boote der Australian Auxiliary Squadron. Das in Devonport im Bau befindliche Typboot der Klasse war zu diesem Zeitpunkt noch nicht vom Stapel gelaufen. Die Boomerang lief als Whiting am 24. Juli 1889 als erstes der beiden Armstrong-Boote vom Stapel, das zweite folgte am 27. August; seit März hatte die Werft noch zwei weitere Boote im Bau, die für den Einsatz in Bombay bestimmt waren und 1891 fertiggestellt wurden. Zumindest die spätere Karrakatta hatte anfangs niedrige Schornsteine, alle Boote wurden aber mit den für die Klasse typischen hohen Schornsteinen abgeliefert. Da sich die Australischen Kolonien an den Kosten beteiligt hatten, wurden alle Einheiten der Auxiliary Squadron 1890 vor dem Marsch nach Australien umbenannt und erhielten australische Namen. Die endgültigen Abnahmefahrten der beiden Boote für Australien fanden am 5. November 1890 statt, nachdem die Boote am 2. April umbenannt worden waren.

## Einheiten
| Name         | Werft                         | Kiellegung | Stapellauf        | Indienststellung | Verbleib                                                                     |
| ------------ | ----------------------------- | ---------- | ----------------- | ---------------- | ---------------------------------------------------------------------------- |
| Sharpshooter | Devonport Dockyard, Plymouth  |            | 30. November 1888 | August 1889      | 1904 Stationäres Schulboot Northampton, 1922 zum Abbruch verkauft            |
| Spanker      | Devonport Dockyard, Plymouth  |            | 22. Februar 1889  | Oktober 1890     | 1909 Minensuchboot, 1920 zum Abbruch verkauft                                |
| Speedwell    | Devonport Dockyard, Plymouth  |            | 15. März 1889     | Juli 1890        | 1909 Minensuchboot, 1920 zum Abbruch verkauft                                |
| Sheldrake    | Chatham Dockyard, Chatham     |            | 30. März 1889     | März 1890        | 9. Juli 1907 zum Abbruch verkauft                                            |
| Skipjack     | Chatham Dockyard, Chatham     |            | 30. April 1889    | Juli 1891        | 1909 Minensuchboot, 1920 zum Abbruch verkauft                                |
| Seagull      | Chatham Dockyard, Chatham     |            | 31. Mai 1889      | Januar 1891      | 1909 Minensuchboot, 30. September 1918 nach Kollision auf dem Clyde gesunken |
| Salamander   | Chatham Dockyard, Chatham     |            | 31. Mai 1889      | Juli 1891        | 15. Mai 1906 zum Abbruch verkauft                                            |
| Boomerang    | Armstrong Mitchell, Elswick   |            | 24. Juli 1889     | 5. November 1890 | Australia Station, 1905 zum Abbruch verkauft                                 |
| Karakatta    | Armstrong Mitchell, Elswick   |            | 27. August 1889   | 5. November 1890 | Australia Station, 1905 zum Abbruch verkauft                                 |
| Plassey      | Armstrong Mitchell, Elswick   |            | 05. Juli 1890     | 08. Juli 1891    | Royal Indian Marine, 1904 zum Abbruch verkauft                               |
| Assaye       | Armstrong Mitchell, Elswick   |            | 11. Februar 1891  | 24. März 1891    | Royal Indian Marine, 1904 zum Abbruch verkauft                               |
| Gossamer     | Sheerness Dockyard, Sheerness |            | 09. Januar 1890   | September 1891   | 1908 Minensucher, 1920 zum Abbruch verkauft                                  |
| Gleaner      | Sheerness Dockyard, Sheerness |            | 09. Januar 1890   | Dezember 1891    | 4. April 1905 zum Abbruch verkauft                                           |